# 瑞士褐牛

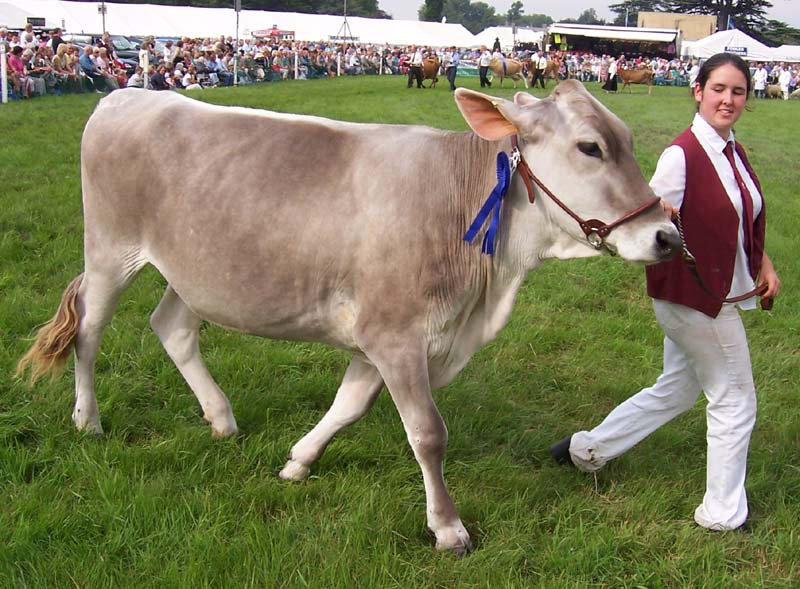

瑞士褐牛（Brown Swiss）在台灣稱為瑞士黃牛。為最古老的品種之一，是一种原产瑞士的乳肉兼用家牛品种，因其毛发大部分为褐色而得名。成年公牛体重可达1吨以上，经美国改良后的乳肉兼用品种每年产奶量可达9吨以上。其性成熟時間長約需要20-24個月。在台灣最早的引入記錄為1905年由日本引進台灣，但後因多次和荷蘭乳牛雜交而消失。